# Hans-Burkhard Sauerteig
Hans-Burkhard Sauerteig (* 10. November 1946 in  Mannheim; † 11. Februar 2025 in Abomey-Calavi, Benin) war ein deutscher Diplomat. Er war Botschafter der Bundesrepublik Deutschland in Benin und leitete als solcher die Botschaft Cotonou.

## Leben
Sauerteig wurde am 10. November 1946 geboren. Er besuchte das Johann-Sebastian-Bach Gymnasium in Mannheim-Neckarau und studierte Rechtswissenschaft an der Universität Heidelberg.
Nach erfolgreicher Teilnahme am Auswahlverfahren des Auswärtigen Amts absolvierte er in den Jahren 1979 bis 1981 den Vorbereitungsdienst für den höheren Auswärtigen Dienst in Bonn. 1981 legte er die Laufbahnprüfung ab. Im Anschluss war er von 1981 bis 1984 als Referent im Protokoll des Auswärtigen Amts eingesetzt.
Nach verschiedenen Verwendungen im In- und Ausland, darunter als Leiter des Ende der 1990er Jahre geschlossenen Generalkonsulats Genua, Italien, wurde Sauerteig im Jahr 1999 zum außerordentlichen und bevollmächtigten Botschafter in Benin und Leiter der Botschaft Cotonou ernannt.
Von 2006 bis 2008 war er ständiger Vertreter des Generalkonsuls in Dubai, Vereinigte Arabische Emirate, und anschließend bis zu seiner Pensionierung im Jahr 2011 Generalkonsul in Chennai, Indien.
1984 heiratete er die Diplomatin Karin Blumberger-Sauerteig, als beide im Protokoll des Auswärtigen Amts tätig waren. In zweiter Ehe war er seit September 2007 mit Clotilde Da Silva Sauerteig verheiratet. Er verstarb am 11. Februar 2025 in Benin.